# Rudolf Bultmann

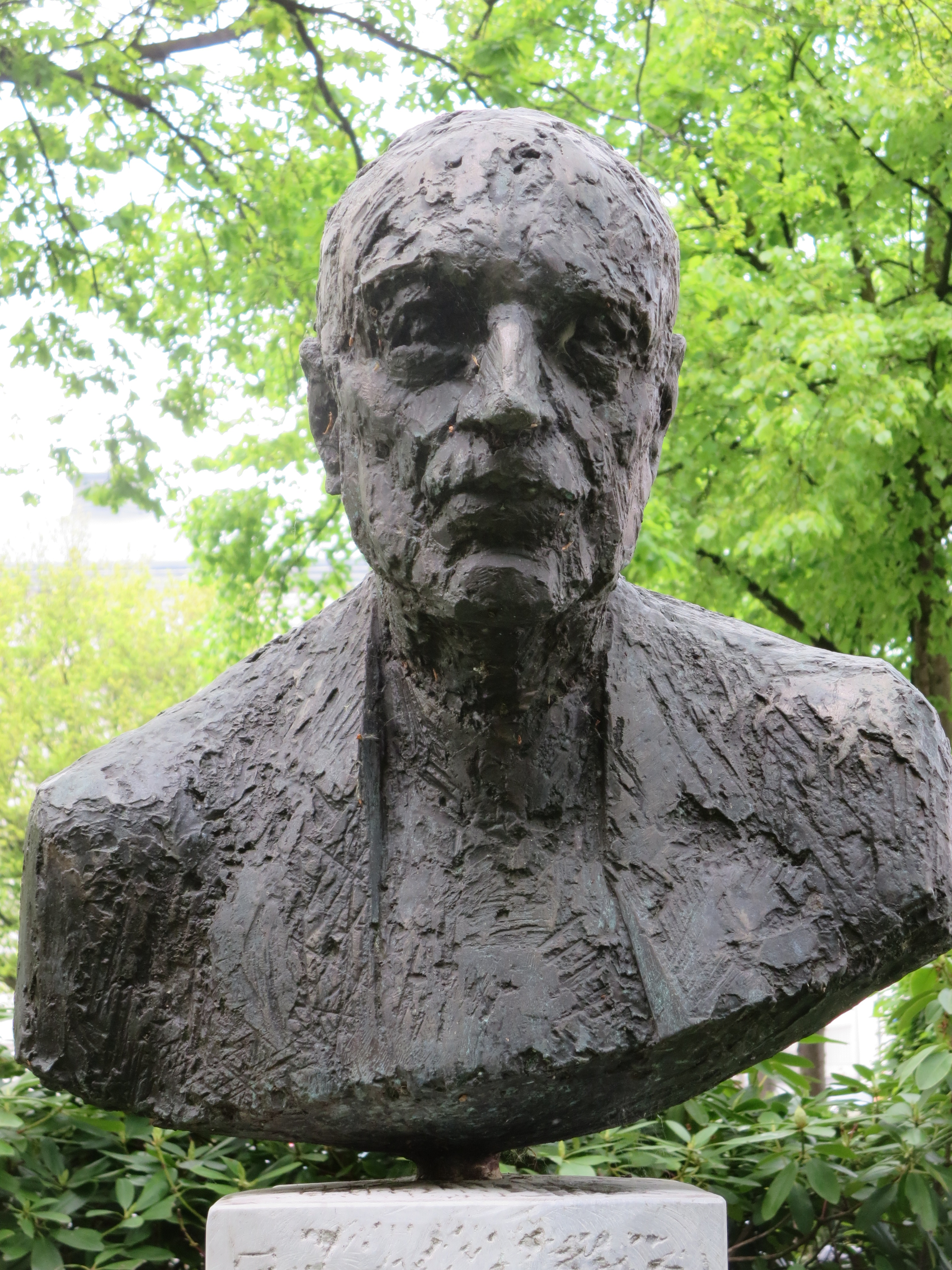
Bronzebüste von Michael Mohns, 2002, am Theaterwall in Oldenburg

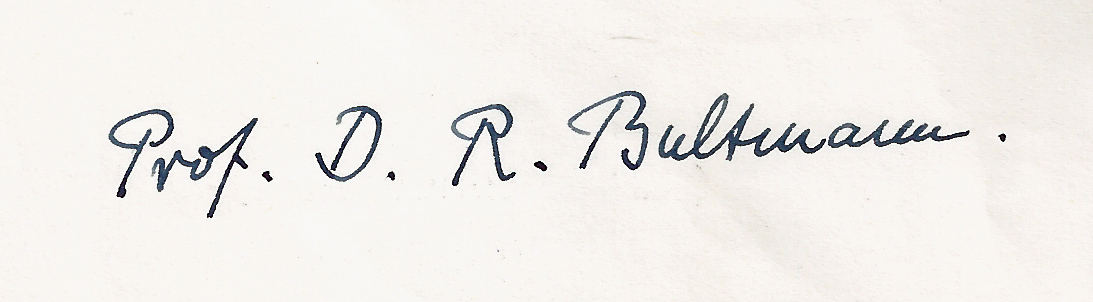
Rudolf Bultmann. Signatur 1958

Rudolf Karl Bultmann (* 20. August 1884 in Wiefelstede; † 30. Juli 1976 in Marburg) war ein deutscher evangelischer Theologe und Professor für Neues Testament. Bekannt wurde er durch sein Programm der Entmythologisierung der neutestamentlichen Verkündigung. Seine Auffassungen wurden von der Systematischen Theologie und der Philosophie aufgegriffen.

## Leben
Bultmann war ein Sohn des evangelischen Pfarrers Arthur Kennedy Bultmann und dessen Ehefrau Helene, geborene Stern. Während der Vater sich der liberalen Theologie zuwandte, behielt seine Mutter zeitlebens eine pietistische Einstellung bei. Von 1895 bis 1903 besuchte Bultmann das humanistische Gymnasium in Oldenburg und war während dieser Zeit Mitglied der Schülerverbindung Camera obscura Oldenburgensis. Nach dem Abitur studierte er Evangelische Theologie und Philosophie zunächst in Tübingen, wo er mit besonderem Interesse der Vorlesung Karl Müllers über Kirchengeschichte folgte. In Tübingen wurde Bultmann Mitglied der Akademischen Verbindung Igel. Nach drei Semestern wechselte er 1904 nach Berlin, wo er unter anderem bei Adolf von Harnack und Hermann Gunkel studierte. Schon im Sommer 1905 zog Bultmann nach Marburg, wo er sich zunehmend auf sein späteres Spezialgebiet konzentrierte, das Neue Testament. Einflussreiche Lehrer dieser Zeit waren Adolf Jülicher, Johannes Weiß und Wilhelm Herrmann.
Nachdem er 1907 das erste theologische Examen abgelegt hatte, erlangte Bultmann 1910 in Marburg mit einer Arbeit über den Stil der paulinischen Predigt die Doktorwürde. Zwei Jahre später habilitierte er sich mit einer Untersuchung über die Exegese des Theodor von Mopsuestia, ebenfalls in Marburg. Der Titel seiner Antrittsvorlesung lautete: Was läßt die Spruchquelle über die Urgemeinde erkennen? Bultmann lehrte zunächst als Privatdozent. 1916 erhielt er einen Ruf nach Breslau, im Jahr darauf heiratete er Helene Feldmann. Die Novemberrevolution 1918/19 löste bei Bultmann einen politischen Denkprozess aus, der ihn in die Nähe der politischen Linken führte und für sozialistische Ideale öffnete. Er las zustimmend Lenins Staat und Revolution, engagierte sich in der Deutschen Demokratischen Partei (DDP) und schloss sich 1924 dem Reichsbanner Schwarz-Rot-Gold an. 1920 folgte Bultmann einem Ruf nach Gießen, kehrte als Nachfolger von Wilhelm Heitmüller jedoch schon 1921 nach Marburg zurück. Dort setzte er sich intensiv mit der Philosophie Martin Heideggers auseinander, der 1923 bis 1928 eine außerordentliche Professur in Marburg innehatte.
In der Zeit des Nationalsozialismus schloss Bultmann sich der Bekennenden Kirche und dem Pfarrernotbund an. Er wies in Predigten auf Widersprüche zwischen nationalsozialistischer Ideologie und christlichem Glauben hin, übte jedoch keinen offenen Widerstand und blieb daher bis zu seiner Emeritierung 1951 im Amt. Im Zuge der Entnazifizierung der Philipps-Universität Marburg setzte er sich für die Entlassung von NS-Belasteten Hochschullehrern ein (Georg Wünsch, Wilhelm Mommsen). Im Herbst 1944 nahm Bultmann bis zum Kriegsende die spätere Theologieprofessorin Uta Ranke-Heinemann in seinen Haushalt auf, eine Tochter Hilda Heinemanns, die 1926 bei ihm ihr theologisches Staatsexamen abgelegt hatte, und des späteren Bundespräsidenten Gustav Heinemann.
Bultmanns bedeutender Vortrag über Neues Testament und Mythologie (1941) fällt in die Zeit des Zweiten Weltkriegs. Die mit diesem Vortrag begonnene Entmythologisierungsdebatte wurde nach dem Krieg kontrovers geführt und führte auf der Flensburger Synode der Vereinigten Evangelisch-Lutherischen Kirche Deutschlands 1952 zu einer bischöflichen Erklärung, die sich gegen Bultmanns Ansatz der Entmythologisierung des Neuen Testaments richtete. Es handelte sich jedoch nicht um eine Lehrverurteilung und der Landesbischof Eduard Lohse drückte Bultmann einige Jahre vor dessen Tod das Bedauern der Evangelisch-Lutherischen Landeskirche Hannovers über die zwanzig Jahre zuvor abgegebene Erklärung aus. 1957 erhielt Bultmann den Reuchlin-Preis der Stadt Pforzheim.

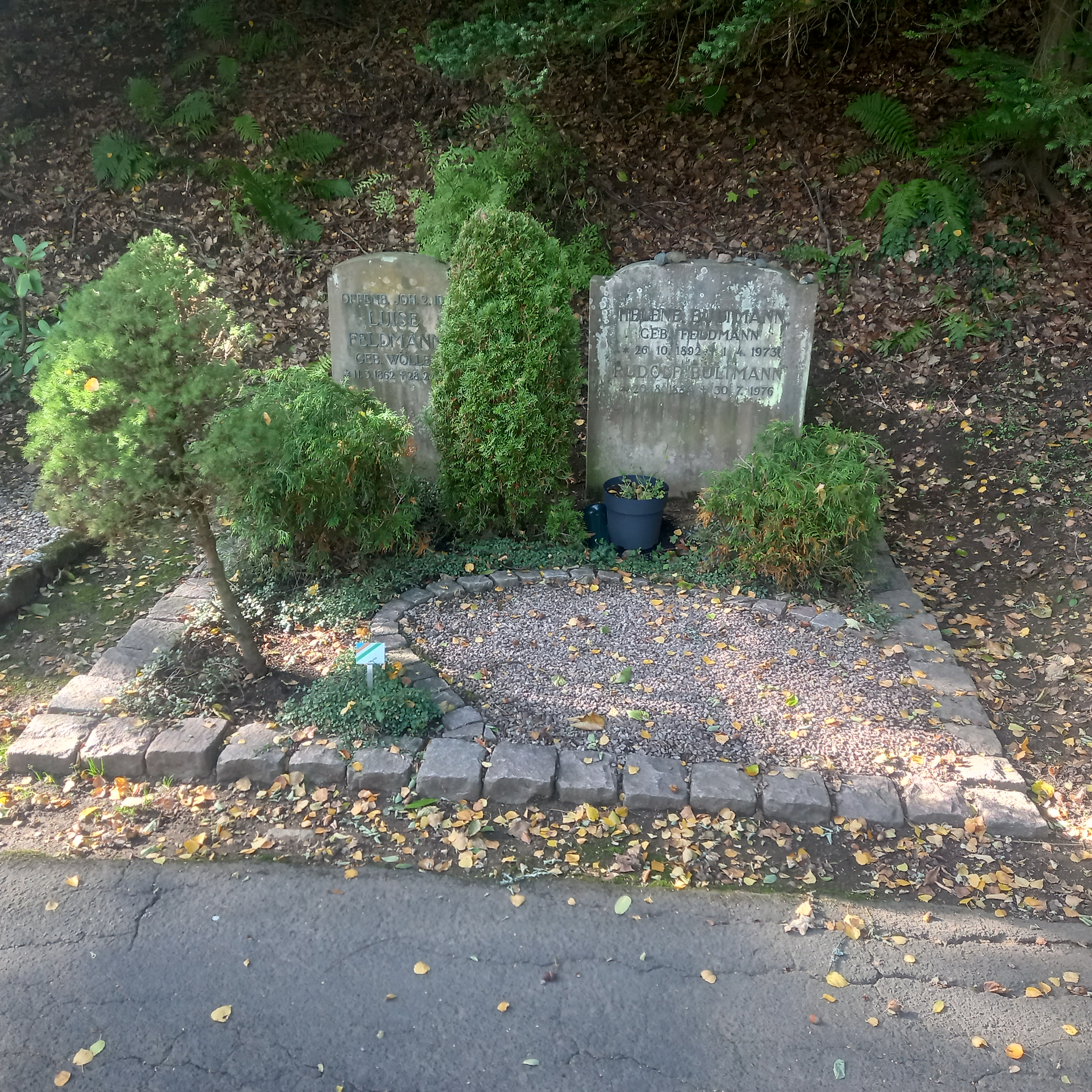
Das Grab von Rudolf Bultmann und seiner Ehefrau Helene geborene Feldmann auf dem Hauptfriedhof Marburg

Das Grab Helene und Rudolf Bultmanns befindet sich auf dem Marburger Hauptfriedhof.

### Familie
Rudolf Bultmann und seine Ehefrau Helene hatten drei Töchter:
- Antje Bultmann Lemke (1918–2017), Bibliothekarin
- Gesine Diesselhorst, geborene Bultmann (1920–2017), Flötistin, verheiratet mit dem Juristen Malte Diesselhorst
- Heilke Bultmann (1924–2006), Cellistin.

Der Cellist Jan Diesselhorst (1954–2009) war Rudolf Bultmanns Enkel.
Bultmann hatte eine Schwester. Sein Bruder Peter Bultmann (1888–1942) war Bibliothekar und Widerstandskämpfer gegen den Nationalsozialismus und starb im französischen Internierungslager Septfonds.

## Theologisches Werk

### Formkritik des Neuen Testaments
1921 veröffentlicht Bultmann seine Geschichte der synoptischen Tradition, die bis heute als Standardwerk zur Exegese des Neuen Testaments gilt. Er liefert darin eine gründliche formgeschichtliche Analyse der synoptischen Evangelien, in der er versucht, einzelne Quellen zu identifizieren, die Eingang in die Evangelien gefunden haben. Ähnlich wie Martin Dibelius vertritt er dabei die Ansicht, dass auch die ältesten Schriftquellen, die auf diese Art rekonstruiert werden, aus einer vorliterarischen Überlieferungsphase hervorgegangen sind. Sie dürften daher nicht als objektive historische Berichte betrachtet werden, sondern seien bereits vom Glauben der Jerusalemer Urgemeinde geprägt. Für das richtige Verständnis sei es nötig, ihren „Sitz im Leben“ der Urgemeinde zu berücksichtigen. Bultmann war der Ansicht, Paulus (und Johannes) hätten sich nicht für den Menschen Jesus bzw. für sein Erdenleben interessiert, sondern nur noch für den geglaubten Christus, was er primär mit 2 Kor 5,16  begründete: „auch wenn wir Christus gekannt haben nach dem Fleisch, so kennen wir [ihn] doch nun nicht mehr [auf diese Weise]“. Bultmanns Sicht gilt in der historischen Jesusforschung als überholt.

### Übergang von der liberalen zur dialektischen Theologie
In seinem Aufsatz Die liberale Theologie und die jüngste theologische Bewegung wendet sich Bultmann 1924 von der liberalen Theologie ab. Als Verdienste der liberalen Theologie erkennt er an, dass sie zum Verständnis geschichtlicher Zusammenhänge beigetragen und ihre Schüler durch ihren radikalen Wahrheitsanspruch zur Kritik erzogen habe. Bultmann wendet sich auch weiterhin nicht gegen die historische Methode als Forschungszweig innerhalb der Theologie, weist jedoch darauf hin, dass sie in der liberalen Theologie eine unangemessene Stellung erhalten habe: Ihre historischen Erkenntnisse seien als Grundlage des christlichen Glaubens untauglich. Bultmann stimmt mit Vertretern der dialektischen Theologie, wie etwa Karl Barth und Friedrich Gogarten, darin überein, dass der Mensch Gott nicht aus eigener Kraft erkennen könne – auch nicht durch theologische Studien. Vielmehr könne Gott sich dem Menschen nur aus seiner Gnade heraus in der Offenbarung zu erkennen geben.
In dem Buch Jesus präsentiert Bultmann 1926 einen konstruktiven Gegenentwurf zur liberalen Theologie: Es geht ihm darin ausdrücklich nicht darum, Jesus als historische Figur zu untersuchen, sondern den Anspruch seiner Verkündigung zu erfassen. Bultmann zufolge richtet sich der christliche Glaube nicht auf Jesus als Person, sondern auf das durch ihn verkörperte Kerygma. Damit steht Bultmann in offenem Gegensatz zu zeitgenössischen Theologen wie Emanuel Hirsch und Wilhelm Herrmann.
Im Aufsatz Kirche und Lehre im Neuen Testament (1929) entfaltet Bultmann sein Verständnis der christlichen Verkündigung genauer: Er fasst sie weder als theoretische Belehrung noch als Annahme unverständlicher Dogmen auf, sondern sieht in ihr eine Ansprache des Menschen, die diesem ein existenzielles Sich-Verstehen ermögliche. Die Situation des Menschen zeichne sich dadurch aus, dass er nicht eigenmächtig über sein Leben verfügt, sich letztlich keine Sicherheit schaffen kann. Der Mensch dürfe aber im Vertrauen darauf leben, dass Gott ihm in Liebe begegnet, ihm seine Sünden vergibt und sein Dasein im theologischen Sinne rechtfertigt. Für diese Haltung könne man sich jedoch nicht ein für alle Mal entscheiden, sondern sie müsse sich in konkreten Lebenssituationen jeweils neu bewähren. Diese Position wurde als Existentiale Interpretation des Neuen Testaments bekannt.

### Entmythologisierung des Neuen Testaments
Ab den 1940er Jahren konzentriert sich Bultmanns theologisches Werk auf die Frage, wie seine existentiale Interpretation der Bibel einem breiten Publikum verständlich gemacht und zu einer Basis des Glaubens werden könne. Zu diesem Zweck entwickelt er ein Programm zur Entmythologisierung der neutestamentlichen Verkündigung, das er 1941 in seiner Schrift Neues Testament und Mythologie vorstellt. Darin setzt er die These, dass das Neue Testament aus einem mythologischen Weltbild heraus geschrieben wurde, das inzwischen von einem wissenschaftlichen Weltbild abgelöst worden sei. Um eine überholte Gedankenwelt nicht zur Voraussetzung des Glaubens werden zu lassen, sei es Aufgabe der Theologie, den vom mythologischen Weltbild unabhängigen Kern der christlichen Verkündigung herauszuarbeiten:

„Man kann nicht elektrisches Licht und Radioapparat benutzen, in Krankheitsfällen moderne medizinische und klinische Mittel in Anspruch nehmen und gleichzeitig an die Geister- und Wunderwelt des Neuen Testaments glauben. Und wer meint, es für seine Person tun zu können, muß sich klar machen, daß er, wenn er das für die Haltung des christlichen Glaubens erklärt, damit die christliche Verkündigung in der Gegenwart unverständlich und unmöglich macht.“

Als ersten Schritt der Entmythologisierung entfaltet Bultmann das christliche Seinsverständnis. Von neutestamentlichen Begriffen ausgehend unterscheidet er zwischen dem „Sein außerhalb des Glaubens“ und dem „Sein im Glauben“. Das Sein außerhalb des Glaubens umfasst die sicht- und verfügbare materielle Welt mit ihrer Vergänglichkeit, mit der Sünde, dem Fleisch und den Sorgen. Das Sein im Glauben hingegen zeichne sich durch ein Leben aus dem Unsichtbaren und Unverfügbaren aus, der Preisgabe selbstgeschaffener Sicherheit zugunsten eines Glaubens an die Gnade Gottes. Daraus folge eine Entweltlichung und Wegwendung des Menschen von sich selbst, die ihn zu neuer Freiheit führe.
Bultmann sieht das so entwickelte Seinsverständnis auch in der modernen Philosophie korrekt erfasst, etwa bei Wilhelm Dilthey und Martin Heidegger. Allerdings stelle die Philosophie darauf ab, dass es genüge, den Menschen auf seine Natur hinzuweisen, um ihm ein Leben im Einklang mit seiner Natur zu ermöglichen. Die Theologie betrachte dagegen stets noch eine Tat Gottes als dazu notwendig, den Menschen mit seiner Natur zu vereinigen. Außerdem sei die Philosophie nicht völlig selbstständig zu ihrem zutreffenden Verständnis des menschlichen Seins gelangt, sondern habe direkt und indirekt Quellen wie das Neue Testament, Martin Luther und Søren Kierkegaard rezipiert.
Bultmann gesteht der Philosophie ihrerseits zu, ein Vorverständnis des Seins und eine Begrifflichkeit zur Verfügung zu stellen, die theologisches Nachdenken überhaupt erst möglich machten. Die Aussagen und Schlüsse der Theologie gründeten jedoch nicht auf der Philosophie, sondern auf der göttlichen Verkündigung und im Christentum insbesondere dem Kreuzesgeschehen. Der Glaube an die Sündenvergebung und die Erlösung durch die Liebe Gottes sei nur aufgrund des Osterereignisses mehr als Wunschdenken. Die Auferstehung Jesu Christi müsse also mehr sein als mythologische Rede. Da die historisch-kritische Forschung das leere Grab und die leibliche Auferstehung Jesu nicht als historisch gesichert erscheinen lasse, sei vielmehr die Entstehung des Osterglaubens unter den Jüngern als historischer Kern zu betrachten. Dieser gelte dem Historiker als visionäres Erlebnis ungeklärter Herkunft, dem glaubenden Christen dagegen als Offenbarung Gottes, dass Jesu Kreuzigung als Heilsereignis zu verstehen sei. Christlicher Glaube bestehe darin, diese Verkündigung als legitimes Gotteswort zu betrachten und sein Leben von diesem her zu verstehen.
Exemplarisch setzt Bultmann sich mit zwei weiteren Aspekten christlicher Mythologie auseinander, der Präexistenz Christi und der Jungfrauengeburt Jesu. Bei beiden Punkten gehe es nicht darum, Jesu historische Herkunft zu klären, sondern seine Bedeutung für den Glauben zu verdeutlichen. Schließlich weist Bultmann darauf hin, dass seine Entmythologisierung nicht als restlos gelten kann, wenn man nicht nur die Geister- und Wunderwelt des Neuen Testaments, sondern bereits die Rede vom Wirken Gottes als Mythos auffasst.

„Keineswegs will er, wie der Begriff ‘Entmythologisierung’ anzeigen könnte und wie man ihn oft mißverstanden hat, den Mythos eliminieren; der Mythos müsse vielmehr interpretiert, also verstanden, der biblische Mythos also auf die in ihm intendierten Glaubensgedanken hin verstanden werden.“

## Wirkung: Die Bultmannschule
Bultmann forderte seine Schüler auf, ihren Denkansatz zu prüfen, zu korrigieren und zu variieren, wo immer das nötig sei. Als bedeutsame Schüler und Nachfolger Bultmanns sind zu nennen: Ernst Käsemann, Dorothee Sölle, Ernst Fuchs, Günther Bornkamm, Herbert Braun, Hans Conzelmann, Willi Marxsen, Gerhard Ebeling, Walter Schmithals, Heinrich Schlier, Uta Ranke-Heinemann, Eta Linnemann, Manfred Mezger, Günter Klein sowie Helmut Koester.
Aufgrund der Autorität Bultmanns galt es in der deutschen Theologie lange Zeit als unmöglich, Aussagen über den historischen Jesus zu machen. Erst der ehemalige Bultmannschüler Ernst Käsemann und später auch andere Neutestamentler vertraten die Auffassung, dass der Graben zwischen historischem Jesus und ersten Christen doch weit schmäler sei als von Bultmann angenommen. Auch näherte sich Bultmann nach Meinung vieler zu sehr dem liberalen Rationalismus und Skeptizismus. Alle Bultmannschüler hielten allerdings daran fest, dass ein „Glaube“ auf Grund historischer Fakten die Existenz eines Menschen durchaus noch nicht berühren müsse, also im strengen Sinn noch gar kein rechter Glaube sei.
Auch in Wechselwirkung mit nichtkonfessioneller und katholischer Bibelwissenschaft (École biblique) gelangten viele Bultmannschüler zur Auffassung, dass die Jünger und Augenzeugen Jesu teilweise (oder doch zumindest deren Überlieferungen in einigermaßen verlässlicher Form) im Neuen Testament Niederschlag gefunden hätten. Neutestamentler entwickelten nun Kriterien für die Suche nach zuverlässigen Überlieferungen und Informationen über den historischen Jesus. Die sogenannte „Neue Frage nach dem historischen Jesus“ hält jedoch an Bultmanns Ansicht fest, dass ein christlicher Glaube nicht auf historischen Fakten basieren könne, sondern allein auf der existentialen Berührung. Denn viele evangelische und katholische Theologen sind heute davon überzeugt, dass die meisten Berichte in den Evangelien nicht als zuverlässige „Zeugenaussagen“ betrachtet werden können.
Karl Barth wollte die christliche Glaubenslehre entschlossen als „Theologe“, also von Gott und seinem in die Welt gesandten „Wort“ her entwerfen. Er warf Bultmann vor, zunächst bei der Anthropologie anzusetzen, die Glaubenslehre also vom Menschen her zu entwerfen. Bultmann wollte das menschliche „Verständnis“ und „Vorverständnis“ ernst nehmen und auf dem Weg der frühen Kirchengeschichte erforschen, wie dieses „Vorverständnis“ in der damaligen Religionswelt die christliche Aussage geprägt habe. Barth hielt das für ein geradezu lästerliches Unternehmen, das ihm so sehr nach „Anpassung Gottes an den Menschen“ roch, dass er sich ab 1933 konsequent von allen „Anthropologen“ absetzte. Die Ereignisse des „Dritten Reichs“ schienen ihm zuerst recht zu geben. Heute wird aber der Barthsche Weg teilweise als einseitig empfunden. Viele Anliegen Barths wurden ohnehin von der Bultmannschule aufgenommen und weiterverarbeitet.
Bultmanns Anliegen war es, die Botschaft des Neuen Testaments an Menschen mit wissenschaftlichem Weltbild zu vermitteln.
1963 begründete der Bultmannschüler Ernst Fuchs das „Institut für Hermeneutik“, um die Marburger Tradition theologischer Hermeneutik zu pflegen. Anlässlich des 125. Geburtstages Bultmanns im Jahr 2009 wurde das Institut durch den damaligen geschäftsführenden Direktor Jörg Lauster in Rudolf-Bultmann-Institut für Hermeneutik umbenannt und neu ausgerichtet. Es wurde als „Forum für die am Fachbereich Lehrenden und Studierenden, gemeinsam über die Tragweite der je einzelnen Fachinteressen für das Ganze der Theologie zu diskutieren“ konzipiert. Unter der Leitung von Malte Dominik Krüger und Angela Standhartinger verpflichtet sich die Forschungseinrichtung der Philipps-Universität Marburg dem Bereich der Gleichnis-, Bild- und Metaphernforschung. Gemeinsam mit der Rudolf-Bultmann-Gesellschaft für Hermeneutische Theologie e. V. und der Evangelischen Kirche von Kurhessen-Waldeck lobt das Institut den Rudolf Bultmann-Preis für Hermeneutik aus. Darüber hinaus findet alle zwei Jahre die Internationale Bultmann-Lecture statt.

## Literarisches Werk
Neben seinen theologischen Schriften finden sich in Bultmanns umfangreichem Nachlass, der unter der Signatur Mn 2 in der Universitätsbibliothek Tübingen aufbewahrt wird, auch Gedichte und Märchen. So ist seine erste gedruckte Veröffentlichung ein unter dem Titel Inselkirchhof in den Oldenburger Nachrichten für Stadt und Land am 11. Juli 1903 erschienenes Poem, das mit folgender Zeile beginnt: „Still vom Mond beschienen / Ruht der ernste Raum / Drüber schwebt’s wie Frieden / Wie ein sel’ger Traum.“ Der Nachlass wurde im Jahr 2001 von dem evangelischen Theologen Harry Waßmann zusammen mit Jakob Matthias Osthof und Anna-Elisabeth Bruckhaus bearbeitet.
In den Jahren 1916 und 1917 schrieb Bultmann für seine spätere Ehefrau Helene Feldmann vier Märchen mit einigen autobiographischen Zügen, die er Briefen an sie beilegte.

## Ehrungen post mortem
In der Marburger Alten Universität (Innenhof) erinnert eine von dem norwegischen Philosophen Arild Haaland gestiftete Bronzebüste von Hugo Wathne aus dem Jahr 1996 an Rudolf Bultmann. Im Stadtteil Marburg-Nordviertel/Ortenberg liegt die Rudolf-Bultmann-Straße, in der das Evangelische Studentenwohnheim „Vilmarhaus,“ die Ev. Studentengemeinde und andere evangelisch-kirchliche Einrichtungen ihren Sitz haben. In Oldenburg erinnert eine Bronzebüste in der Grünanlage am Theaterwall an seine Herkunft aus dieser Stadt. Im Stadtteil Bloherfelde ist eine Straße nach Rudolf Bultmann benannt.
Das Gemeindehaus der evangelisch-lutherischen Kirchengemeinde in Bultmanns Geburtsort Wiefelstede trägt seit 2011 ebenfalls seinen Namen.

## Bekannte Zitate
- „Eben deshalb kann er“ [gemeint ist der moderne Mensch] „auch die Lehre von der stellvertretenden Genugtuung durch den Tod Christi nicht verstehen. Wie kann meine Schuld durch den Tod eines Schuldlosen (wenn man von einem solchen überhaupt reden darf) gesühnt werden? Welche primitiven Begriffe von Schuld und Gerechtigkeit liegen solcher Vorstellung zugrunde? Welch primitiver Gottesbegriff? Soll die Anschauung vom sündentilgenden Tode Christi aus der Opfervorstellung verstanden werden: welch primitive Mythologie, daß ein Mensch gewordenes Gotteswesen durch sein Blut die Sünden der Menschen sühnt!“ (Neues Testament und Mythologie, 1941, S. 20)
- „Der Sinn des Mythos ist nicht der, ein objektives Weltbild zu geben; vielmehr spricht sich in ihm aus, wie sich der Mensch selbst in seiner Welt versteht; der Mythos will nicht kosmologisch, sondern anthropologisch – besser: existential interpretiert werden.“ (Neues Testament und Mythologie, 1941, S. 22)
- „Voraussetzungslose Exegese kann es nicht geben. … Unabdingliche Voraussetzung aber ist die historische Methode in der Befragung der Texte. Exegese ist ja als Interpretation historischer Texte ein Stück Geschichtswissenschaft.“ (Ist voraussetzungslose Exegese möglich?, 1957, S. 410)
- „Die historische Methode schließt die Voraussetzung ein, daß die Geschichte eine Einheit ist im Sinne eines geschlossenen Wirkungs-Zusammenhangs, in dem die einzelnen Ereignisse durch die Folge von Ursache und Wirkung verknüpft sind. … Diese Geschlossenheit bedeutet, daß der Zusammenhang des geschichtlichen Geschehens nicht durch das Eingreifen übernatürlicher, jenseitiger Mächte zerrissen werden kann, dass es also kein 'Wunder' in diesem Sinne gibt. … Während z. B. die alttestamentliche Geschichtserzählung vom handelnden Eingreifen Gottes in die Geschichte redet, kann die historische Wissenschaft nicht ein Handeln Gottes konstatieren, sondern nimmt nur den Glauben an Gott und sein Handeln wahr. Als historische Wissenschaft darf sie freilich nicht behaupten, daß solcher Glaube eine Illusion sei, und daß es kein Handeln Gottes in der Geschichte gäbe. Aber sie selbst kann das als Wissenschaft nicht wahrnehmen und damit rechnen; sie kann es nur jedermann freistellen, ob er in einem geschichtlichen Ereignis, das sich selbst aus seinen innergeschichtlichen Ursachen versteht, ein Handeln Gottes sehen will.“ (Ist voraussetzungslose Exegese möglich?, 1957, S. 411f.)

## Werke (Auswahl)
- Die Geschichte der synoptischen Tradition. FRLANT 29. Vandenhoeck & Ruprecht, Göttingen 1921. (2. neubearbeitete Auflage 1931 Digitalisierte Version, 10. Auflage 1995). (Begründete zusammen mit K.L. Schmidt und M. Dibelius die Formgeschichte.)
- Welchen Sinn hat es, von Gott zu reden? (1925), in: ders., Glauben und Verstehen. Gesammelte Aufsätze. Band 1, Tübingen 1933, 26–37. (auch in: Neues Testament und christliche Existenz, 2002 [s. u.], 1–12) (Man könne nicht „über“ Gott reden, weil Gott die „Alles bestimmende Wirklichkeit“ sei. Man könne nur „von“ Gott reden, nämlich existenzial, d. h. die eigene Existenz einbeziehend.).
- Das Problem einer theologischen Exegese des Neuen Testaments, in: Zwischen den Zeiten 3, 1925, (Seiten 334–357).
- Jesus. Berlin 1926. (3. Auflage, Mohr: Tübingen 1951; 4. Auflage München 1970).
- Offenbarung und Heilsgeschehen. Göttingen 1941.
- Das Evangelium des Johannes. KEK 2. Göttingen 1941. (10. Auflage 1978).
- Die drei Johannesbriefe . KEK 14. Göttingen 1967.
- Der zweite Brief an die Korinther. KEK Sonderband. Göttingen 1976.
- Neues Testament und Mythologie. Das Problem der Entmythologisierung der neutestamentlichen Verkündigung (1941), in: H.-W. Bartsch (Hg.): Kerygma und Mythos, Band 1. 1948. 4. Auflage Reich, Hamburg, 1960, 15–48. (programmatischer Aufsatz der Entmythologisierung).
- Zum Problem der Entmythologisierung, Kerygma und Mythos II, 1952, 177–208.
- Das Urchristentum im Rahmen der antiken Religionen. Zürich 1949.
- Theologie des Neuen Testaments (1948–1953). UTB 630. 7. durchgesehene Auflage herausgegeben von Otto Merk. Mohr (Siebeck), Tübingen 1977 (über mehrere Jahrzehnte Standardwerk der evangelischen Theologie).
- Ist voraussetzungslose Exegese möglich?. Theologische Zeitschrift 13 (1957), 409–417. (auch in: Neues Testament und christliche Existenz [s. u.], 2002, 258–266).
- Das Verhältnis der urchristlichen Christusbotschaft zum historischen Jesus, SHAW.PH 1960/3 (197/5), 5–27.
- Geschichte und Eschatologie. Tübingen 1958. (2. Auflage 1964).
- Theologische Enzyklopädie, Hrsg. von Eberhard Jüngel und Klaus W. Müller 1984, X ISBN 978-3-16-144736-5.
- Glauben und Verstehen (abgekürzt: GuV). 4 Bände, UTB 1760–1763. (alle Bände 1993 in 9./6./4./5. Auflage) (Aufsatzsammlung).
- Neues Testament und christliche Existenz. Theologische Aufsätze. Ausgewählt, eingeleitet und hrsg. von Andreas Lindemann. UTB 2316. Mohr Siebeck, Tübingen 2002. ISBN 978-3-8252-2316-8 Google Books.
- Wachen und Träumen. Märchen. (Hrsg. von Werner Zager). Berlin 2005, ISBN 3-88981-171-X.
- Aus Zeit wird Ewigkeit. Trauerpredigten, eingeleitet und herausgegeben von Werner Zager. Evangelische Verlagsanstalt, Leipzig 2020, ISBN 978-3-374-05582-1.

Briefwechsel
- Karl Barth – Rudolf Bultmann, Briefwechsel 1911–1966, herausgegeben von Bernd Jaspert. 2., revidierte und erweiterte Auflage. Theologischer Verlag, Zürich 1994.
- Briefwechsel 1925-1971, Rudolf Bultmann, Gerhard Krüger. Herausgegeben von Frank Lilie. Sechs Bände. De Gruyter, Berlin 1997–2000.
- Briefwechsel 1921-1967. Rudolf Bultmann, Friedrich Gogarten. Herausgegeben von Hermann Götz Göckeritz. Mohr Siebeck, Tübingen 2002, ISBN 3-16-147720-0.
- Briefwechsel 1925-1975, Rudolf Bultmann, Martin Heidegger. Herausgegeben von Andreas Großmann und Christof Landmesser. Klostermann, Frankfurt/M. 2009, ISBN 978-3-465-03602-9.
- Briefwechsel 1929-1966, Rudolf Bultmann, Paul Althaus, herausgegeben von Matthias Dreher und Gotthard Jasper. Mohr Siebeck, Tübingen 2012, ISBN 978-3-16-150981-0.
- Die Bultmann-Rade-Korrespondenz 1913-1937, herausgegeben von Bernd Jaspert. Verlag Traugott Bautz, Nordhausen 2014, ISBN 978-3-88309-931-6.
- Briefwechsel 1926-1976, Rudolf Bultmann, Günther Bornkamm, herausgegeben von Werner Zager. Mohr Siebeck, Tübingen 2014, ISBN 978-3-16-151708-2.
- Briefwechsel mit Götz Harbsmeier und Ernst Wolf 1933–1976, herausgegeben von Werner Zager. Mohr Siebeck, Tübingen 2017, ISBN 978-3-16-154670-9.
- Briefwechsel mit Hans Jonas 1928-1976. Mit einem Anhang anderer Zeugnisse, herausgegeben von Andreas Großmann. Mohr Siebeck, Tübingen 2020, ISBN 978-3-16-159284-3.
- Briefwechsel 1926-1967. Studien zum theologischen und exegetischen Austausch, Rudolf Bultmann, Oscar Cullmann, herausgegeben von Michael Jost, Martin Sallmann und Benjamin Schliesser. Mohr Siebeck, Tübingen 2022, ISBN 978-3-16-161601-3.
- Briefe an Hans von Soden, Briefwechsel mit Philipp Vielhauer und Hans Conzelmann, herausgegeben von Werner Zager. Mohr Siebeck, Tübingen 2023, ISBN 978-3-16-162570-1.